# Festival Internacional de Patchwork Sitges
El Festival Internacional de Patchwork és un festival de labor de retalls que se celebra anualment a Sitges per aficionats del sector d'art tèxtil. L'organitza l'Associació Espanyola de Patchwork amb el suport de l'Ajuntament de Sitges.
El Festival Internacional de Patchwork de Sitges té una durada de quatre dies on els visitants poden veure diferents exposicions, tant internacionals com nacionals, i obres que arriben a ser presentades a concursos.
El festival, que anteriorment s'havia celebrat a Viladrau, el 2005 es va fer per primera vegada a Sitges, amb 19 expositors i 1.200 visitants. L'edició del 2019 va atreure 40.000 visitants. El 2020 es va haver d'ajornar per la covid-19, la del 2021 es va fer virtual i el 2022 es va recuperar la presencialitat amb 109 expositors en un espai de 2.000 m2 al passeig de la ribera, complementat amb cinc espais d'exposicions.